# Жабборов, Умид Рахмонович
Умид Жабборов Рахмонович (род. 28 июня 1976 года, Ферганская область, УзССР, СССР) — филолог, журналист и политик, депутат Законодательной палаты Олий Мажлиса Республики Узбекистана.

## Биография
Умид Жабборов родился 28 июня 1976 года в Ферганской области. Окончил Ферганский государственный университет.
Работал на разных должностях в составе ряд местных СМИ (редакции газет, радиовещаний, а также издательства). В 2010-2019 годах работал начальником Ферганском территоральном Управлении Агентства Информации и массовых коммуникаций при Администрации Президента Республики Узбекистан. 
С 2020 года депутат Законодательной палаты Олий Мажлиса Республики Узбекистан IV созыва. Представляет демократическую партию «Миллий тикланиш», а также член комитета по вопросам инновационного развития, информационной политики и информационных технологий.
За свою творческую карьеру стал соавтором некоторых социально-экономических изданий (книг и брошюр).